# Tipula schmidti
Tipula schmidti är en tvåvingeart som beskrevs av Mannheims 1952. Tipula schmidti ingår i släktet Tipula och familjen storharkrankar. Inga underarter finns listade i Catalogue of Life.